# 江信隆
江信隆（1997年2月4日—)，出生于花蓮縣萬榮鄉，布農族人，是一名足球運動員，目前效力於台灣體大男子足球隊，背號是4號。江信隆自小便愛好足球，青少年時每天都長時間練習足球。2017年挑戰琉球FC測試，2017年獲選進入世大運中華台北足球隊。
107年大專足球聯賽榮獲金靴獎殊榮。